# Öresundslinjen

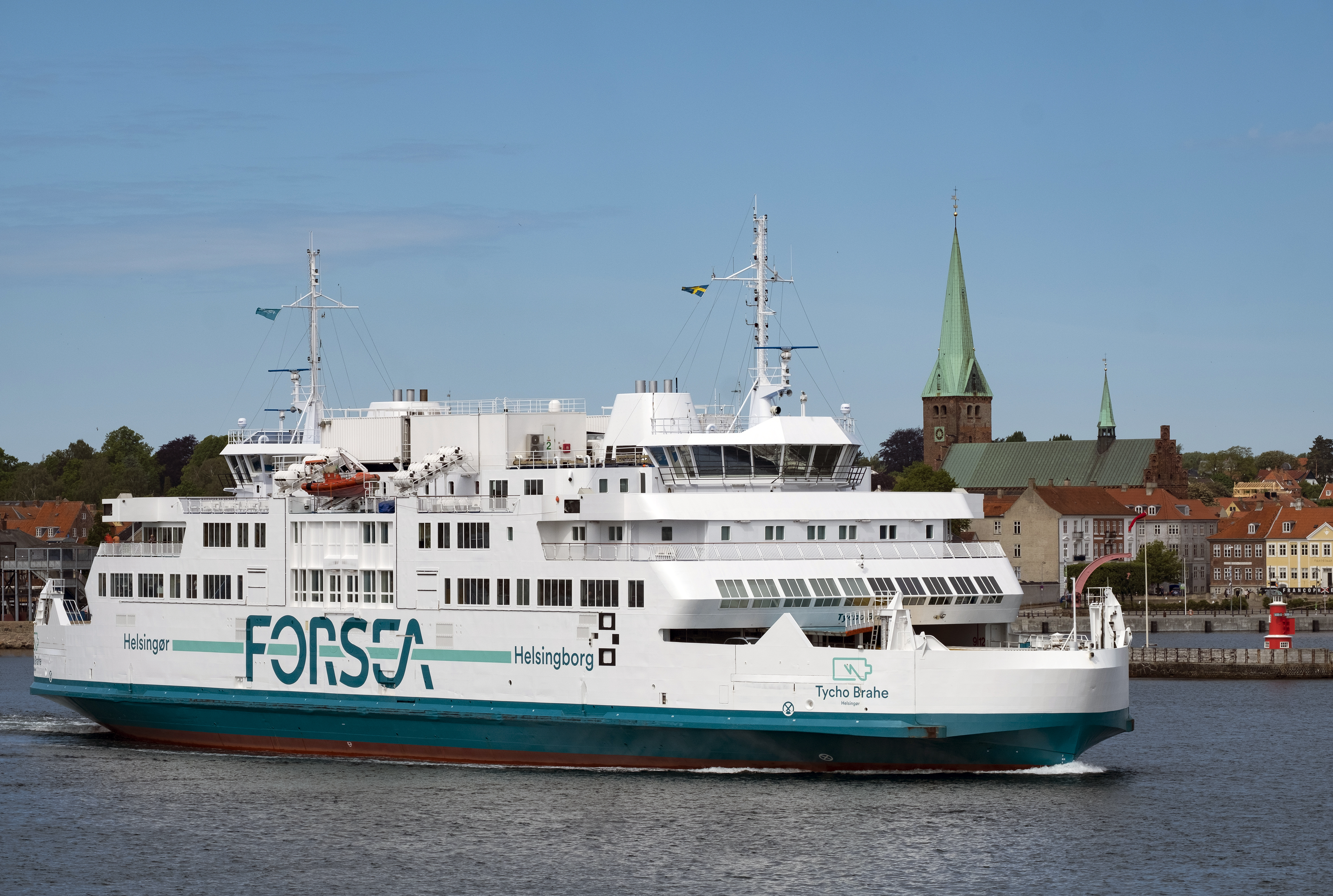
M/S Tycho Brahe utanför Helsingörs hamn 2019

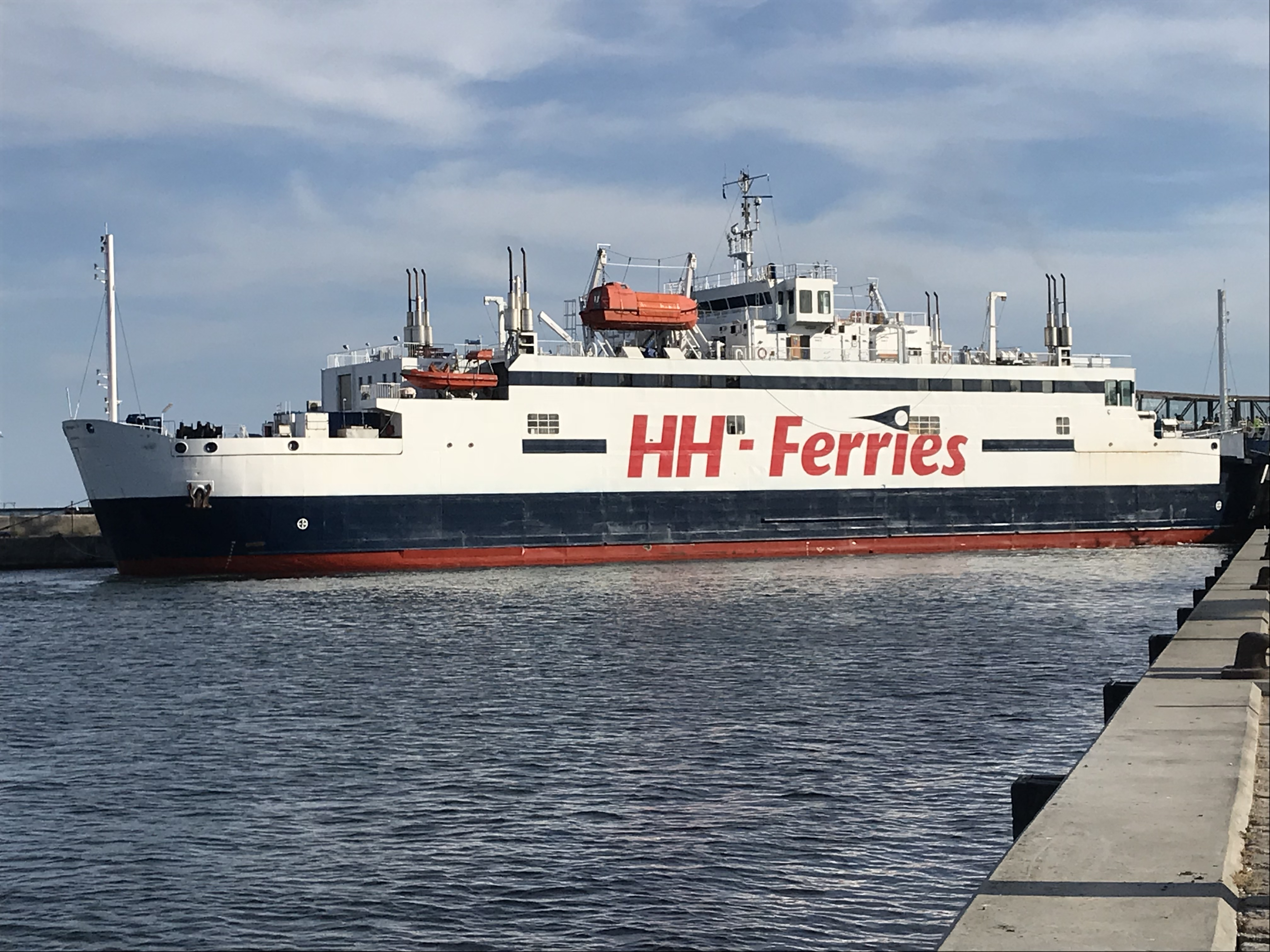
Mercandia VIII i Helsingör 2018

Öresundslinjen, tidigare känt som Forsea, är ett rederi som driver färjelinje mellan Helsingborg och Helsingör. Det inlemmades 2023 i det danska färjerederiet Molslinjen som sedan 2022 ägs av Nordic Ferry Infrastructure genom EQT. Bytet till nya namnet Öresundslinjen påbörjades 2023.

## Fartyg
- M/S Aurora af Helsingborg
- M/S Hamlet
- M/S Tycho Brahe
- M/S Mercandia IV
- M/S Mercandia VIII

De fyra förstnämnda användes dagligen i trafiken, medan den sistnämnda utgör reserv och används för charteruppdrag.

## Historik
Det föregående namnet Forsea AB, tidigare HH Ferries group, bestod dels av HH-Ferries, som från 1996 fram till 2009 bedrev trafik i konkurrens med Scandlines och därefter i samarbete, dels av den verksamhet på linjen som bedrevs av Scandlines, vilken 2015 konsoliderats in under HH-Ferries/ForSea.

### Färjeleden Helsingborg–Helsingör före Scandlines
Oregelbunden färjetrafik mellan Helsingborg och Helsingör har pågått under mycket lång tid.
Den första reguljära trafiken påbörjades 1847 av Helsingørs Dampskibs-Selskab. 1855 startade även Helsingborgs Ångfartygsbolag reguljär trafik och 1865 slogs de båda rederierna samman. Denna trafik övertogs 1874 av DFDS, men förstatligades 1888 genom att de danska statsjärnvägarnas (DSB) övertog linjen från DFDS.
Passfrihet mellan Sverige och Danmark infördes 1952 och 1955 startade Stockholms Rederi AB Svea konkurrerande verksamhet genom dess dotterbolag Linjebuss LB-färjor. Man hade även de 1980 respektive 1977 nedlagda rutterna Landskrona–Tuborg under namnet "SL" (Skandinavisk Linjetrafik) och Helsingborg–Tuborg–Travemünde under namnet "TL" (Trave-Line). Dessa linjer samlades i "SFL" (Scandinavian Ferry-Lines), vilket blev rederiets namn de sista åren. Efter att Johnson övertagit Svea såldes SFL successivt till SJ och dess dotterbolag Sweferry, 1980 (50%) respektive 1983 (100%).

### Konkurrens blir till monopol
I samband med byggandet av nuvarande Helsingborgs centralstation, då kallad Knutpunkten i Helsingborg och en motsvarande om- och utbyggnad av Helsingörs järnvägsstation och ursprungliga färjeläge slogs de två tidigare konkurrerande rederiernas verksamheter samman till en enda under varumärket Scandline, senare Scandlines. Avtalet skrevs under den 29 mars 1990 och innebar att för lastbils- och biltrafik nu endast ett rederi existerade på en av Nordens viktigaste färjelinjer. Sundsbussarna fanns förvisso kvar, men de tog endast emot cyklar och ölkärror.

### Problematiken i Helsingör
I Helsingör hade det funnits ett motstånd mot trafiken till LB:s färjeläge och konkurrensen mot DSB i allmänhet.
Under "LB/SFL-tiden" fanns över huvud taget ingen skyltning till det svenskägda rederiets färjelägen, endast en reklamskylt som liknade en normal dansk vägskylt monterades sent omsider upp på ett privat hustak . Statistik visade att DSB hade en påtagligt högre andel av biltrafiken från än till Helsingör (i Helsingborg fanns skyltning till båda färjelägena).
Så snart SFL-färjorna försvunnit revs båda färjelägena på Kronborgssidan av Helsingörs färjehamn (två stycken med ett hundratal meter emellan sig). Kronborgssidan av hamnen inte fick återbebyggas av estetiska skäl – färjehamnen hade förfulat det historiska slottet,[källa behövs] plus det faktum att trafiken dit alltid varit ett problem.
Den danske skeppsredaren Per Henriksen övertygade dock det danska folketinget om att den bristande konkurrensen inom trafiken över Sundet var till skada för resenärerna, och ett koncept som skulle konkurrera med det statsägda monopolet på linjen togs fram och skickades ut på anbud.
Lösningen blev att Scandlines färjeläge i Helsingör byggdes ut, vilket krävde en tämligen omfattande utfyllnad i Öresund och Per Henriksen vann upphandlingen av trafiken med sitt Mercandia Rederi.
Från 1996 till sammanslagningen med Scandlines gick Mercandias båda fartyg först under namnet Sundbroen och sedan HH-Ferries varje halvtimme i vardera riktning. För gående fanns ombordstigningen vid sidan om Sundsbussarnas terminal i Helsingör. Men i Helsingborg var dock Sundbroens/HH-Ferries färjeläge initialt något avsides. Entrén låg vid Oceangatan omkring 500 meter söder om Helsingborgs centralstation, då kallad Knutpunkten.

### Nytt monopol
Efter att trafiken kommit igång såldes Mercandia Rederiet till sju danska och svenska investerare i april 1997 och namnändrades till HH-Ferries. År 2001 såldes dock HH-Ferries vidare till Stena-sfären, som 1999 köpt den svenska delen av Scandlines.
Den 1 september 2009 slutade HH-Ferries tills vidare med egna biljetter och tidtabeller och blev endast fartygsoperatör i ett poolsamarbete med Scandlines.
Samarbetet innebar gemensamma biljettpriser och samordnade avgångar från Knutpunkten. I och med sammanslagningen togs en av HH-Ferries' färjor ur trafik och används sedan dess endast som förstärkning och därför har personalstyrkan minskats.

### Verksamhetskonsolidering och namnändring till Forsea som tillsist blev till Öresundslinjen
Den 9 januari 2015 meddelades att verksamheten på linjen Helsingborg–Helsingör hade förvärvats av den europeiska infrastrukturfonden European Diversified Infrastructure Fund (EDIF), som förvaltas av First State Investments, vilka också samtidigt blev majoritetsägare i danska-tyska Scandlines.
Under 2015 genomförde EDIF en verksamhetskonsolidering för Helsingborg–Helsingör-linjen under HH Ferries grupp och i slutet av 2018 tog man namnet ForSea. Samtidigt genomfördes en varumärkesseparering från Scandlines och egen biljettförsäljning återupptogs.

### Tillbud
Den 21 september 2014 kring klockan 21 körde Mercandia IV in i piren i Helsingborg med skador på skrovet ovan vattenlinjen som följd. Två personer, en besättningsman och en passagerare, fick föras till sjukhus. Orsaken till olyckan har beskrivits som tappad styrning på grund av strömmarnas påverkan på färjan.